# Kapela sv. Roka u Galgovu
Kapela sv. Roka u Galgovu je rimokatolička građevina u mjestu Galgovu, općina Samobor, zaštićeno kulturno dobro.

## Opis dobra
Kapela je smještena na najvišem položaju u centru naselja i dominira u prostoru. Jednobrodna je građevina pravokutnog tlocrta s užim i nižim svetištem sa stješnjenom apsidom, a svođena je češkim svodovima. Sjeverno od svetišta je sakristija, a na njihovom spoju izdiže se zvonik. Sazidana je 1678. na mjestu starije drvene kapele, 1765. je dozidana, a do 1910. godine je dva puta mijenjan zvonik. U svetištu i dijelu bočnih zidova su freske iz 18. st., na svodovima lađe iz 1901., a na sjevernom zidu je zidna slika Zlatka Price. Djelomično je sačuvan inventar iz vremena gradnje te iz kasnijih razdoblja.

## Zaštita
Pod oznakom Z-1469 zavedena je kao nepokretno kulturno dobro - pojedinačno, pravna statusa zaštićena kulturnog dobra, klasificirano kao "sakralna graditeljska baština".